# Hamad ibn Chalifa Al Sani
Hamad ibn Chalifa Al Sani (arab. حمد بن خليفة آل ثاني; ur. 1 stycznia 1952 w Dosze) – emir Kataru w latach 1995–2013, premier Kataru w latach 1995–1996.

## Życiorys
Ukończył wyższe studia (1971) w Królewskiej Akademii Wojskowej Sandhurst w Wielkiej Brytanii. W 1995 w bezkrwawym przewrocie odsunął od władzy swojego ojca, emira Chalifę. Przeprowadził wiele reform, zainicjował działanie telewizji Al-Dżazira. Od 2003 oficjalnym następcą tronu był jego syn, Tamim ibn Hamad Al Sani. 25 czerwca 2013 ogłosił, że abdykuje na rzecz syna Tamima.
W przygotowanej, w 2013 roku, przez tygodnik „Angora” liście 50. najbogatszych polityków świata zajął 26. miejsce; jego majątek osobisty wyceniono na dwa miliardy USD.

## Odznaczenia
- Order Omanu (Oman, 1975)[2][3]
- Wielka Wstęga Orderu Nilu (Egipt, 1976)[2][3]
- Łańcuch Orderu Króla Abd al-Aziza (Arabia Saudyjska, 1976)[2][3]
- Krzyż Wielki Orderu Francisco de Miranda (Wenezuela, 1977)[2][3]
- Diagam Tanda Kehormation (Indonezja, 1977)[2][3]
- Krzyż Wielki Orderu Św. Michała i Św. Jerzego (Wielka Brytania, 1979)[2][3]
- Wielki Oficer Legii Honorowej (Francja, 1980)[2][3]
- Order Muhammada (Maroko, 1981 oraz 2002)[2][3]
- Klasa Specjalna Orderu Zasługi (Liban, 1986)[2][3]
- Order Al-Hussein bin Ali (Jordania, 1995)[2][3]
- Order Zasługi I klasy (Oman, 1995)[2][3]
- Krzyż Wielki Orderu Dobrej Nadziei (Południowa Afryka, 1995)[4]
- Order 7 Listopada (Tunezja, 1997)[2][3]
- Krzyż Wielki Legii Honorowej (Francja, 1997)[2][3]
- Krzyż Wielki Orderu Narodowego Lwa (Senegal, 1998)[2][3]
- Order Nishan-i-Pakistan (Pakistan, 1999)[2][3]
- Krzyż Wielki Orderu Zasługi Republiki Federalnej Niemiec (Niemcy, 1999)[2][3]
- Łańcuch Order Gwiazdy Rumunii (Rumunia, 1999)[2][3][5]
- Order Zasługi Republiki Włoskiej I Klasy z Wielkim Łańcuchem (Włochy, 2000)[2][3][6]
- Wielka Wstęga Orderu Narodowego Cedru (Liban, 2000)[2][3]
- Order Republiki (Jemen, 2000)[2][3]
- Order José Martí (Kuba, 2000)[2]
- Krzyż Wielki Orderu Narodowego (Wybrzeże Kości Słoniowej, 2002)[2]
- Order „Przyjaźń” I klasy (Kazachstan, 2001)[7]
- Łańcuch Krzyża Wielkiego Orderu Białej Róży Finlandii (Finlandia, 2007)[2][8]
- Krzyż Wielki Orderu Zbawiciela (Grecja, 2007)[2]
- Krzyż Wielki Orderu Zasługi Duarte, Sánchez and Mella (Dominikana, 2008)[2]
- Wielki Łańcuch Orderu Infanta Henryka (Portugalia, 2009)[2][9]
- Wielki Order Króla Tomisława (Chorwacja, 2009)[2]
- Narodowy Order Zasługi I klasy (Malta, 2009)[2]
- Wielki Łańcuch Orderu Oswobodziciela (Wenezuela, 2010)[2]
- Klasa Specjalna Odznaki Honorowej za Zasługi dla Republiki Austrii (Austria, 2010)[10]
- Order Łaźni (Wielka Brytania, 2010)[11]
- Krzyż Wielki Orderu Lwa Niderlandzkiego (Holandia, 2011)[12]
- Łańcuch Orderu Izabeli Katolickiej (Hiszpania, 2011)[13]
- Order 8 Września (Macedonia, 2011)[14]
- Order Skanderbega (Albania, 2011)[15]
- Wielki Łańcuch Orderu Lakanduli (Filipiny, 2012)[16]
- Order Księcia Jarosława Mądrego I klasy (Ukraina, 2012)[17]
- Wielki Łańcuch Orderu Słońca Peru (Peru, 2013)[18]